# Electrogrup
Electrogrup SA este o companie specializată în construcții de infrastructură energetică, telecomunicații și civile din Cluj, România. Compania a fost înființată în anul 1997, și face parte din grupul E-INFRA, deținut de frații Teofil și Simion Mureșan și Marian Pantazescu.

## Structură
Electrogrup activează în mai multe sectoare de infrastructura, fiind unul dintre cei mai reputați constructori de infrastructură energetică, de telecomunicații, construcții civile și smart city, cu operațiunii în România și în afara țării.
Divizia Energetică
Primul domeniu de activitate ale companiei a fost reprezentat de rețelele electrice. Portofoliul Electrogrup in domeniul energetic acoperă toate tipurile de lucrări de la 0.4 kV la 400 kV: posturi de transformare 20/0.4 kV, stații de transformare, linii electrice aeriene și subterane. Electrogrup oferă servicii de proiectare, autorizare, implementare retele electrice 0,4- 400 kV, stații de transformare, Smart Metering, integrare SCADA pentru grupuri de centrale, soluții pentru dezvoltarea și intreținerea de parcuri fotovoltaice, centrale electrice pe baza de biomasa și parcuri eoliene.
Divizia Telecom
La scurt timp după înființare și odată cu intrarea pe piață a operatorilor de telefonie mobilă, Electrogrup și-a diversificat activitatea cu serviciile de infrastructura de telecomunicații. Electrogrup oferă servicii de proiectare și autorizare rețele de telecomunicații, execuție proiecte la cheie, mentenanța preventiva și corectiva, dispecerizare și intervenții. De-a lungul timpului, echipele Electrogrup au acumulat un portofoliu de peste 1.000 de site-uri de telefonie mobila, peste 15.000 km de fibră optică, instalare de echipamente 2G, 3G, 4G, LTE în peste 3.500 de locații și peste 2.500 link-uri pentru rețele de acces radio.
În calitate de constructor de infrastructură și integrator de servicii de telecomunicații, Electrogrup a realizat proiecte de infrastructură pentru cei mai mari operatori naționali de telefonie mobila: Orange, Vodafone, Cosmote, Telemobil, dar și cu operatorii de telefonie fixă Romtelecom și UPC.
Divizia Construcții
Ca urmare a sinergiilor celor doua domenii cu sectorul construcțiilor civile, compania a înființat o noua divizie internă în anul 2010 de construcții civile și industriale, primele proiecte desfășurându-se în zona de structuri pentru construcții industriale.
Ca antreprenor general, Electrogrup a construit proiecte complexe în România, Germania, Polonia și Rusia. Serviciile companiei acopera orice proiect de construcții, de la instalații, lucrări de terasamente, drumuri de acces; platforme industriale, parcuri fotovoltaice și construcții industriale specializate. 
În anul 2019, Electrogrup s-a clasat pe poziția a 7-a în clasamentului Top 100 Antreprenori Generali, realizat de IBC Focus. 
Divizia Smart City
Începând cu anul 2019, Electrogrup a devenit constructor și integrator pentru smart cities, acoperind toate etapele necesare in dezoltarea proiectelor pentru orase inteligente: constructia infrastructurii, integrare de platforme, agregare de solutii si implementare. Porofoliul de servicii al Diviziei Smart City include implementări de soluții urbane, IoT și construcții sustenabile, eco-inteligente: managementul deșeurilor, siguranța publică, managementul traficului, iluminat inteligent, monitorizarea calității aerului, stații de încărcare electrice, parcare inteligentă sau city apps.
Grupul de companii
Electrogrup face parte din E-INFRA, grup de cinci companii active în domeniul infrastructurii de energie și telecomunicații, alături de Netcity Telecom SRL, Direct One SA, Nova Power & Gas SRL și WESEE SRL, care reunesc peste 600 de angajați și au generat o cifra de afaceri consolidată, la nivelul anului 2018, de peste 110 milioane de euro.